# ميتشيل إميري
ميتشيل إميري (بالإنجليزية: Mitchell Emery)‏ هو لاعب كرة الماء أسترالي، ولد في 27 سبتمبر 1990 في أستراليا.

## وصلات خارجية
- ميتشيل إميري على موقع الاتحاد الدولي للسباحة (الإنجليزية)
- ميتشيل إميري على موقع اللجنة الأولمبية الدولية (الإنجليزية)
- ميتشيل إميري على موقع أوليمبيديا (الإنجليزية)
- ميتشيل إميري على موقع اللجنة الأولمبية الأسترالية (الإنجليزية)